# Sportacus
Sportacus és un personatge fictici de la sèrie infantil Lazy Town (Vilamandra) interpretat per Magnús Scheving del 2004 al 2014. És el protagonista de la sèrie juntament amb Stephanie. El seu nom és un mot creuat del gladiador romà Espàrtac i la paraula anglesa "sport" (esport) que al·ludeix a la seva condició atlètica. En la sèrie, l'Sportacus es descriu a si mateix com "un modest heroi lleugerament per sobre de la mitjana" encara que els altres personatges el veuen com un "superheroi".

## Història del personatge
Sportacus prové d'"una illa en el Mar del Nord", a més parla anglès i islandès. En la sèrie, és el desè guardià de Vilamandra, i acudeix a aquesta ciutat després que Stephanie enviés un missatge al guardià Núm. 9 perquè l'ajudés a motivar els nens de Vilamandra. Fins a la data no s'ha donat a conèixer el vincle entre el misteriós guardià Núm. 9 i el Sportacus. No obstant això, el fet que siguin denominats Núm. 9 i Núm.10 indica que pertanyen a una cadena d'individus que es dediquen a les mateixes activitats d'herois i atletes amb un estil de vida saludable, que s'han anat succeint en la realització d'aquestes, segurament no només en Vilamandra, sinó també en diverses altres parts de món. Això ho denota el fet que, quan Sportacus rep la comunicació de la Stephanie demanant-li ajuda al guardià Núm. 9, Sportacus, el Núm. 10, investiga sobre aquesta ciutat en un dels seus llibres, el que indica que la seva tasca no estaria totalment centrada en aquesta ciutat, així com que no ho sabia tot sobre ella. D'altra banda, el nivell professional amb què el Sportacus s'exercita és indicatiu que els guardians reben una eficaç instrucció sobre com fer-los abans d'abocar-se a la seva missió, tot i que no es coneix el mètode emprat per a això.
La seva missió a la ciutat és motivar els nens a fer exercici, menjar fruites (als quals anomena "dolços sans") i a portar una vida saludable; de fet ell mateix ho fa. Es fa enemic del Robbie Rotten, un malhumorat gandul que busca portar a Vilamandra a l'anterior statu quo (una ciutat dormilega). Sportacus està tan compromès amb la seva activitat física, que fins i tot realitza moviments acrobàtics per anar d'un lloc a un altre, de manera que els nens li recomanen que es prengui la vida amb calma.
El Sportacus viu en un dirigible de grans dimensions que volta el cel de Vilamandra, on està el seu llit, el seu armari de rebost i equips esportius. S'infla amb una bomba de peu.
En la segona obra, Glanni Glæpur í Latabæ (Robbie Rotten in LazyTown), el Sportacus va canviar fins a una versió semblant a l'actual. Viatjava en un dirigible d'aire calent i feia servir equips de color groc i marró (en lloc de blau).